# Sidi Amrane
Sidi Amrane è un comune dell'Algeria, situato nella provincia di El M'Ghair.